# 明月關廟
明月關廟位於四川省遂寧市蓬溪縣，文物遺址年代判定為清。2012年7月16日公佈為第八批四川省文物保護單位。
明月關廟位於四川省遂寧市蓬溪縣明月鎮宇安村。據清嘉慶《關帝聖跡圖志全集》記載：“每歲四月八日傳帝於是日受封，遠近男女，皆刲擊羊豕，伐鼓嘯旗，徘優巫現，舞燕娛悅。秦、晉、燕、齊、汴、衛之人肩轂擊，相與試槍棒、校拳勇，傾動半天下。”關廟現存建築建於清代，建築面積1300平方公尺，由正殿、戲樓、左右書樓組成，呈四合院佈局。正殿正粱題記為“皇清乾隆已卵歲次孟冬月”。明月關廟原始建築形制保存較好，題記明確，是清代古建築研究的珍貴資料。2005年，明月關廟被蓬溪縣人民政府公佈為縣級文物保護單位。